# Балка Широка (притока Береки)
Балка Широка — балка (річка) в Україні у Барвінківському районі Харківської області. Права притока річки Береки (басейн Сіверського Дінця).

## Опис
Довжина балки приблизно 19,12 км, найкоротша відстань між витоком і гирлом — 15,61 км, коефіцієнт звивистості річки — 1,22. Формується декількома балками та загатами. На деяких ділянках балка пересихає.

## Розташування
Бере початок у селі Червоне. Тече переважно на північний захід через села Семиланне та Грушуваху і впадає в річку Береку, праву притоку річки Сіверського Дінця.

## Цікаві факти
- У селі Червоне балку перетинає автошлях Т 2113[3] (автомобільний шлях територіального значення у Харківській області. Пролягає територією Золочівського та Богодухівського районів через Золочів — Максимівку. Загальна довжина — 32 км.), а у селі Грушуваха — Р79[3] (регіональний автомобільний шлях в Україні, E105 М18 — Сахновщина — Ізюм — Борова — Куп'янськ — Дворічна — Піски. Проходить територією Красноградського, Кегичівського, Сахновщинського, Лозівського, Барвінківського, Ізюмського, Борівського, Куп'янського, Дворічанського районів Харківської області.).
- У XX столітті на балці існували молочно-тваринна ферма (МТФ) та газова свердловина[2], а у XIX столітті — декілька вітряних млинів[1].